# Shevchenkivskyi (raion)
Shevchenkivskyi (em ucraniano: Шевченківський район) é um dos 10 raions da cidade de Kiev.